# Покровский собор (РДЦ)
Собор Покрова Пресвятой Богородицы (Покровский собор) — старообрядческий православный храм в Москве, кафедральный собор Русской древлеправославной церкви.
C 2000 года здесь находится кафедра предстоятеля церкви — древлеправославного патриарха Московского и всея Руси.

## История
После провозглашения в 1905 году манифеста о веротерпимости началось активное строительство новых старообрядческих церквей, в том числе и в Москве. В 1908 году в Замоскворечье на средства Ф. Е. Морозовой был приобретён участок земли, на котором 12 октября был заложен храм для местной старообрядческой общины. Проект здания был создан архитектором В. П. Десятовым. Всего на постройку здания было затрачено 100 000 рублей.
Церковь была освящена 26 сентября 1910 года. Службы здесь проводил священник Михаил Волков, до этого служивший в домовом храме Полежаевых на Лужнецкой улице. В течение 20 лет здесь регулярно проводились молитвенные собрания старообрядцев, приемлющих Белокриницкую иерархию.
В начале 1930-х годов диакон Ферапонт Лазарев был арестован по обвинению в участии в контрреволюционной старообрядческой группировке, а 2 марта 1931 года расстрелян. Последняя служба была здесь проведена 22 мая 1932 года, после чего церковь окончательно закрыли.
Сперва здесь находилось отделение Осоавиахима, а с 1970-х годов в здании располагался ОРС Метростроя.
В 1990 году здание было передано Русской древлеправославной церкви, а в 2000 году сюда из Новозыбкова была перенесена кафедра предстоятеля Церкви.

## Архитектура и интерьер
Здание построено в неорусском стиле. Церковные фрески были созданы иконописцами мастерской Яков Богатенко.